# Tokhariske sprog
De Tokhariske sprog er de to indoeuropæiske sprog Tokharisk A og Tokharisk B, som taltes af tokharerne i Kina i det 6. til 7. århundrede og som kendes fra buddhistiske skrifter fundet i Tarim regionen i Xinjiang provinsen i det vestlige Kina.

## Baggrund
Blandt de manuskripter, som blev bragt hjem fra Tarimbækkenet af europæiske og japanske ekspeditioner i det tidlige 20nde århundrede, var nogle skrevet på et ukendt sprog, som man først kaldte ”sprog 1”. Den tyske forsker F.W.K. Müller, der var specialist i tyrkiske sprog, gav det navnet tokharisk i 1907. I 1908 beviste to specialister i indiske sprog, Émile Sieg og Wilhelm Siegling, at sproget havde et indoeuropæisk præg. Noget senere offentliggjorde den franske forsker Sylvain Lévi de første oversættelser af nogle tekster. Opklaringen havde ikke voldt problemer overhovedet, for tokharisk var skrevet i den indiske brāhmīskrift, og desuden havde man fundet dokumenter, som var forfattet på både tokharisk og sanskrit.
De ældste dokumenter stammer fra det 6. eller måske det 5. århundrede, men de fleste er fra det 7. og 8. århundrede. Selv om de er skrevet på papir, en opfindelse, der blev gjort i Kina omkring vores tidsregnings begyndelse, er de præget af indisk kultur.
I virkeligheden er der ikke kun ét sprog, men to forskellige, som først blev kaldt henholdsvis "tokharisk A" og "tokharisk B". I egnen ved Kucha har man kun fundet manuskripter, skrevet i "tokharisk B", og derfor kaldes dette sprog også "kuchask". De fleste af manuskripterne, som er på tokharisk A, er fundet i egnen ved Karashar, i ruinerne af et stort klosterkompleks, Shortshuq, der befinder sig ca. 30 km sydvest for denne by. På den egn fandtes tidligere et kongerige, som blev kaldt Agni i tekster på sanskrit. Derfor bruger man af og til betegnelsen "agnisk" om "tokharisk A", men mere almindelig er betegnelsen "turfansk". I Shortshuq har man desuden fundet manuskripter på kuchask, og der findes tekster på både turfansk og kuchask, som kommer fra forskellige fundsteder i Turfan.
De to sprog er tæt beslægtede, men dog så forskellige, at de ikke har været gensidigt forståelige. Der er lige så stor forskel mellem dem, som den der er mellem italiensk og rumænsk. For forståelsens skyld vises her to tekster, som har samme indhold, men som er skrevet på de to sprog:
Turfansk (tokharisk A): wiki-wepiñcinäs shpät konsan āyäntwan mäśśunt tämnäshtr-än
Kuchask (tokharisk B): ikañcen-wacen shuk kaunne mrestīwe kektsenne tänmastär-ne
De er taget fra en tekst, som ser ud til at beskrive udviklingen af et foster, og de betyder: ”Den femogtyvende uge kommer dens [moelle] til syne”.
Et af de væsentligste kendetegn ved tokharisk er manglen på både betonede og aspirerede lukkelyde: de tre serier af lukkelyde, henholdsvis g, d og b; gh, dh og bh og kh, th og ph i det rekonstruerede protoindoeuropæisk (PIE), der betragtes som det sandsynlige ophav til alle nulevende og uddøde, indoeuropæiske sprog, er blevet reduceret til én eneste serie, nemlig k, t og p. Tokharerne kunne ikke udtale Buddhas navn rigtigt, og de sagde i stedet Poutta. De skabte ny selvlyd, som man transskriberer ved hjælp af bogstavet ä. Lyden ligger tæt på vores i. De tokhariske ord er afkortet betydeligt: ”hest” hedder *ekwos på PIE, yakwe på Kuchask og yuk på turfansk. Fænomenet er mest tydeligt i turfansk, for tokharisk B udviklede sig mere langsomt end A-sproget.
Her følger til sammenligning en tabel over tallene på henholdsvis PIE, turfansk og kuchask:
|    | PIE        | Turfansk | Kuchask         |
| -- | ---------- | -------- | --------------- |
| 1  | *sem-s     | sas      | she             |
| 2  | *dwō(w)    | wu       | wi              |
| 3  | *tréyes    | tre      | trai (ou tarya) |
| 4  | *kwetwores | śtwar    | śtwer           |
| 5  | *pénkwe    | päñ      | piś             |
| 6  | *s(w)eks   | shäk     | shkas           |
| 7  | *septm     | shpät    | shukt           |
| 8  | *oktō(w)   | okät     | okt             |
| 9  | *néwm      | ñu       | ñu              |
| 10 | *dékm      | śäk      | śak             |